# Ralph Vaughn
Ralph Lincoln Vaughn (Frankfort, 12 febbraio 1918 – Alexandria, 7 giugno 1998) è stato un cestista statunitense, professionista nella NBL.

## Palmarès
- Consensus NCAA All-American (1940)
- All-NBL First Team (1943)
- All-NBL Second Team (1941, 1942)
- All Tournament Second Team WPBT (1943)